# Hendrick Uylenburgh
Hendrick Uylenburgh (circa 1587-1661) was een Nederlandse kunsthandelaar.

## Levensloop
Uylenburgh stamde uit een doopsgezinde Friese familie. Met zijn ouders, broer en zuster emigreerde hij naar Krakow, waar zijn vader tot koninklijke meubelmaker werd benoemd. Zijn broer Rombout werd hofschilder. Hendrick werd opgeleid tot schilder, maar was ook actief als kunstagent van koning Sigismund III van Polen. Rond 1612 verhuisde hij naar Gdańsk, destijds de grootste haven van Polen en van de Oostzee, vanwaaruit intensief verkeer met Amsterdam bestond. Hij verzorgde grote kunsttransporten naar Polen. Omstreeks 1625 vestigde hij zich in Amsterdam, in het hoekhuis naast het huidige Rembrandthuis in de Jodenbreestraat, voorheen de kunsthandel van Cornelis van der Voort. Aan de andere kant van de Sint Antoniesbreesluis woonde Pieter Lastman, bij wie Rembrandt van Rijn een aantal maanden in de leer was.
In 1631 trok Rembrandt opnieuw naar Amsterdam en investeerde duizend gulden in Uylenburghs zaak en nam zijn intrek in het huis van  Uylenburgh, naar het zich laat aanzien in verband met de opdracht van de Anatomische les van Dr. Nicolaes Tulp. Vanaf die jaren begonnen zowel het succes van de firma Uylenburgh als de grootse carrière van Rembrandt. Uylenburgh leidde het atelier op professionele wijze en wist hoge prijzen voor Rembrandts werk te vragen. In 1634 trouwde Rembrandt met Saskia Uylenburgh, een nichtje van Hendrick. Rembrandt schilderde in 1632 Saskia's oudere nicht Aeltje Uylenburgh en haar echtgenoot, de predikant Johannes Silvius. Na vier jaar volgde Govert Flinck Rembrandt op als artistiek leider van het atelier. In december 1637 gaf Hendrick Rembrandt de opdracht de Poolse diplomaat Andrzej Rej te portretteren, die voor koning Wladislaw IV een geheime missie naar het Engelse hof vervulde en op doorreis in Amsterdam zijn zoon aan het Athenaeum Illustre liet inschrijven. Rembrandt schilderde hem met de gouden ketting ter waarde van achttienhonderd gulden, waarmee Den Haag Rej vereerd had. Hendrick ontving 50 gulden als commissie.
Uylenburgh verhuisde in 1638 en de schilder Nicolaes Eliasz. Pickenoy kwam in het hoekhuis te wonen. In 1639 kwamen Rembrandt en Saskia naast hem wonen op nummer 4. Uylenburgh verhuisde in 1647 naar de Dam. Zijn plaats als kunsthandelaar van Rembrandt was al overgenomen door Joannes de Renialme. Toen Uylenburgh in 1654 een huurachterstand had opgelopen, maar ook omdat op die plek het nieuwe stadhuis werd gebouwd, betrok hij een pand op de Westermarkt. In 1661 werd Hendrick Uylenburgh begraven in de Westerkerk. De firma Uylenburgh had inmiddels een pand betrokken op de Lauriergracht, voorheen bewoond door Govert Flinck en Jurriaen Ovens.
Hendrick was gehuwd met Maria van Eyck en had ten minste vijf kinderen die tekenden of schilderden. Zijn zoon Gerrit Uylenburgh volgde zijn vader op en breidde de zaak internationaal uit. Gerrit Uylenburgh kwam in 1671 in opspraak toen hij dertien schilderijen aan keurvorst Frederik Willem van Brandenburg wilde verkopen. De collectie werd afgekeurd en teruggestuurd. Uylenburgh organiseerde een contra-expertise. In totaal zouden vijfendertig schilders uitspraak doen over de echtheid van de schilderijen, waaronder Jan Lievens, Melchior de Hondecoeter, Gerbrand van den Eeckhout en Johannes Vermeer. Deze transactie was funest voor de reputatie van Gerrit Uylenburgh en de firma ging in 1675 failliet.
Rombertus Uylenburgh, een oom van Hendrick Uylenburgh, was burgemeester van Leeuwarden en de vader van Saskia.
In 2006, het Rembrandtjaar, had het Rembrandthuis een tentoonstelling over de kunsthandel van  Uylenburgh en zijn zoon Gerrit. De tentoonstelling was ook te zien in de Dulwich Picture Gallery in Londen.
- Bibliothèque nationale de France: cb155244068 (data)
- Biografisch Portaal: 20145980
- Digitale Bibliotheek voor de Nederlandse Letteren: uyle003
- Gemeinsame Normdatei: 12466458X
- International Standard Name Identifier: 0000 0000 5295 5176
- Library of Congress Control Number: nr2006019475
- Nationale Bibliotheek van Polen: a0000003251941
- Nederlandse Thesaurus van Auteursnamen: 296340839
- RKD-Nederlands Instituut voor Kunstgeschiedenis: 78869
- Système universitaire de documentation: 11167848X
- Virtual International Authority File: 31959213
- WorldCat: E39PBJqfMt6kMHjqHmFpmCtFrq